# École de peinture de Bologne
Pour les articles homonymes, voir Bologne (homonymie).
L'École de Bologne ou école bolonaise (scuola bolognese), est l'une des écoles italiennes de peinture.
Elle est constituée d'un groupe complexe de peintres unis par leur lieu d'origine ou leur activité intense dans la ville de Bologne, capitale de l'Émilie-Romagne, continuellement actifs, avec des vécus et des fortunes très différents, du XIVe au XXe siècle. Le groupe d'œuvres le plus important de cette école est conservé à la pinacothèque nationale de Bologne.
De la fin du XVIe au XVIIe siècle, un certain nombre de peintres issus de l'école de Bologne furent les promoteurs de la peinture baroque en Italie.

## Histoire

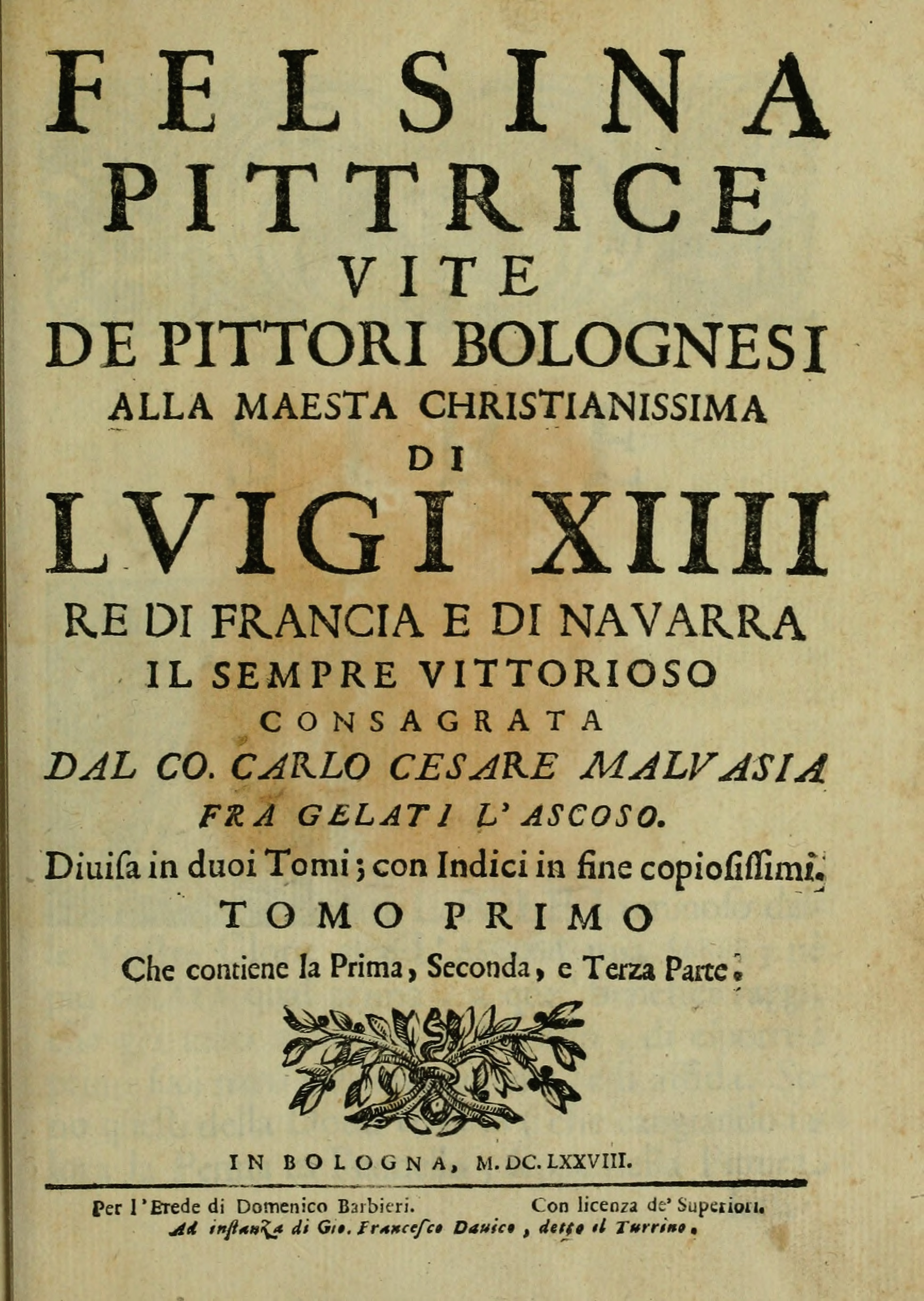
Frontispice de la première édition de 1678 de Felsina Pittrice du comte Carlo Cesare Malvasia.

L'historien de l'art Roberto Longhi a été parmi les premiers érudits à avoir procédé, à l'époque contemporaine, à la redécouverte systématique d'une tradition locale pertinente et autonome depuis le XIVe siècle  : dans sa célèbre conférence de 1934 à l'occasion de l'ouverture de l'année universitaire de l'université de Bologne, où il était professeur, il a tracé le chemin, caractérisé par un fil conducteur, de la peinture bolonaise, à partir des œuvres des premiers maîtres du XIVe siècle tels que Vitale da Bologna et Simone dei Crocifissi, jusqu'à la peinture de Giorgio Morandi, considéré par Longhi lui-même comme le plus grand peintre figuratif du XXe siècle.
On considère généralement que la période la plus florissante et d'importance internationale est celle entre les XVIe et XVIIe siècles, la période de l'activité des Carracci et de leurs élèves et disciples de l'Académie bolonaise des Incamminati, concentrée, surtout, entre Bologne et Rome.
Comme Giorgio Vasari pour la peinture toscane, Bologne aussi peut se targuer d'un illustre historien et biographe local : le comte Carlo Cesare Malvasia, auteur de l'ouvrage Felsina pittrice, publié à Bologne en 1678.

## Trecento

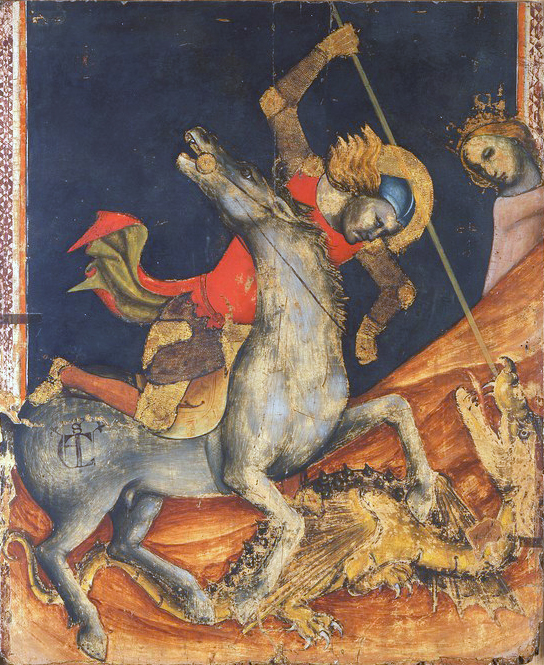
Vitale da Bologna, Saint Georges et le Dragon, pinacothèque nationale de Bologne.

Les facteurs qui ont longtemps rendu difficile la délimitation, pour ce siècle, d'une école picturale locale aux caractéristiques particulières, sont identifiés par Longhi dans la destruction de nombreux cycles picturaux datant de cette époque, ainsi que dans les lourdes contrefaçons des œuvres elles-mêmes, réalisées surtout à partir du XVIIe siècle, poussées par la volonté d'ennoblir les œuvres mineures aux noms ronflants.
Au début du XIVe siècle, deux œuvres importantes de l'école florentine sont présentes à Bologne : la Maestà di Santa Maria dei Servi, attribuée à Cimabue ou à son atelier et datable d'environ 1280, et le Polyptyque de Bologne de Giotto di Bondone, datable d'environ les années 30 du siècle, et aujourd'hui conservé à la pinacothèque nationale de Bologne. Malgré la grandeur reconnue de ces artistes, Roberto Longhi nie la dépendance de la peinture bolonaise du XIVe siècle à celle de la Toscane, et recense de multiples influences capables de créer un « esprit figuratif » local : sculpture romane émilienne, peinture  vénitienne d'inspiration byzantine, figuration courtoise de Simone Martini à Avignon. L'érudit identifie le langage de la peinture bolonaise du XIVe siècle, dans l'attitude « asyntaxique vériste suprêmement icastique, directement expressive, parfois même expressionniste ».
Vitale da Bologna, un peintre actif dans la première moitié du XIVe siècle entre Bologne, l'abbaye de Pomposa où il a travaillé sur les fresques, et Udine où il a peint un cycle de fresques du Duomo, est identifié comme le principal interprète de cette langue. Roberto Longhi souligne l'importance de Vitale en tant qu'ancêtre de l'école bolonaise, assimilant son rôle à celui joué par Giotto pour l'école florentine ou par Duccio di Buoninsegna pour l'école siennoise.
Parmi les œuvres les plus importantes de Vitale, outre les cycles susmentionnés, figurent les fresques peintes à l'origine dans l'église Sant'Apollonia de Mezzaratta (depuis 1963, à la suite du détachement pour des raisons de conservation, exposées à la pinacothèque nationale de Bologne). Ce cycle de fresques, réalisé avec la participation de divers artistes du milieu du XIVe au XVe siècle, est le plus important cycle de fresques de la période gothique à Bologne. Outre les fresques susmentionnées, le catalogue de Vitale comprend plusieurs tableaux dont la Madonna dei denti du musée Davia Bargellini, la Madonna dei Battuti de la Pinacothèque vaticane, et le Saint Georges et le Dragon de la pinacothèque nationale de Bologne.
Simone di Filippo connu sous le nom de Simone dei Crocifissi, surnom que lui attribue Carlo Cesare Malvasia pour la grande production d'images du Christ mourant qu'il a laissée, est une autre figure importante, auteur du polyptyque de saint Dominique et d'une série de crucifix répartis dans de nombreuses églises de Bologne.
Il convient également de mentionner Jacopo Avanzi, également actif dans l'église de Mezzaratta, Dalmasio Scannabecchi, artiste souvent associé à la figure d'un Pseudo Dalmasio très actif en Toscane, entre Pistoia et Florence, et le Pseudo Jacopino di Francesco auquel sont attribuées des œuvres de facture différente, dont certaines sont même antérieures à l'œuvre de Vitale.

## Baroque

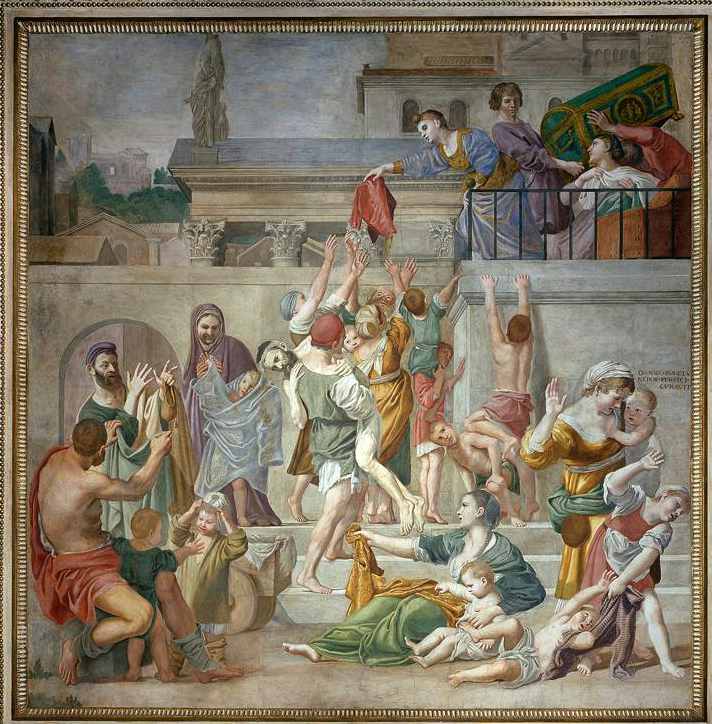
Le Dominiquin, Sainte Cécile distribuant l'aumône, fresque, 1612–15, Saint Louis-des-Français, Rome.

L'école de peinture de Bologne s'épanouit entre les XVIe et XVIIe siècles, rivalisant avec Florence et Rome comme centre de la peinture. Ses représentants les plus importants sont la famille Carracci, dont Lodovico Carracci et ses deux cousins, les frères Agostino Carracci et Annibale Carracci. Plus tard, il comprend d'autres peintres baroques : Le Dominiquin et Giovanni Lanfranco, actifs principalement à Rome, éventuellement Le Guerchin et Guido Reni, Simone Cantarini, et l'Académie bolonaise des Incamminati qui est dirigée par Lodovico Carracci. 
Certaines conventions artistiques, devenues au fil du temps traditionalistes, s'étaient développées à Rome au cours des premières décennies du XVIe siècle. Au fil du temps, certains artistes ont cherché de nouvelles approches qui ne reflétaient plus uniquement la manière romaine. 
L'atelier des Carracci a recherché l'innovation ou l'invention, cherchant de nouvelles façons de rompre avec les modes de peinture traditionnels tout en continuant à chercher l'inspiration de leurs contemporains en littérature ; l'atelier a formulé un style qui se distinguait des mœurs reconnues de l'art à leur époque. 
Ce style était considéré à la fois comme systématique et imitatif, empruntant des motifs particuliers aux anciennes écoles d'art romaines et innovant une approche moderniste.
Certaines œuvres peintes entre la fin du XVIe et la première moitié du XVIIe siècle sont significatives d'images religieuses liées au nouvel esprit de la Contre-Réforme tel que codifié, dans le domaine artistique, par le cardinal Gabriele Paleotti, évêque de Bologne, dans son Discours sur les images sacrées et profanes. 
L'Académie bolonaise des Incamminati a progressivement élaboré un type d'art dévotionnel attentif à cette nouvelle et profonde sensibilité religieuse.

## Principaux protagonistes

### Prédécesseurs desXIVeetXVesiècles
- Vitale da Bologna (actif vers 1330-1360)
- Simone dei Crocifissi (1330-1399)
- Lippo Dalmasio (1360-1410)
- Jacopo di Paolo (actif vers 1371-1430)
- Marco Zoppo (Bologne, 1433 - Venise, 1498)

### À partir duXVIIesiècle
- Giovanni Battista Bertusio (mort en 1644)
- Girolamo Bonini (XVIIe siècle)
- Guido Cagnacci (1601 - 1663)
- Les Carrache et leur académie bolonaise des Incamminati :
  - Agostino Carracci (dit Augustin Carrache) (1557 - 1602)
  - Annibale Carracci (dit Annibal Carrache) (1560 - 1609)
  - Lodovico Carracci (dit Ludovic Carrache) (1555 - 1619)
- Lucio Massari (1569 – 1633)
- Guido Reni (1575 - 1642)
- Felice Torelli (1667 - 1748)

## Protagonistes par périodes d'activité

### 1501-1600
- Francesco Francia (1447-1517)
- Amico Aspertini (1474-1552)
- Girolamo da Treviso (1497-1544)

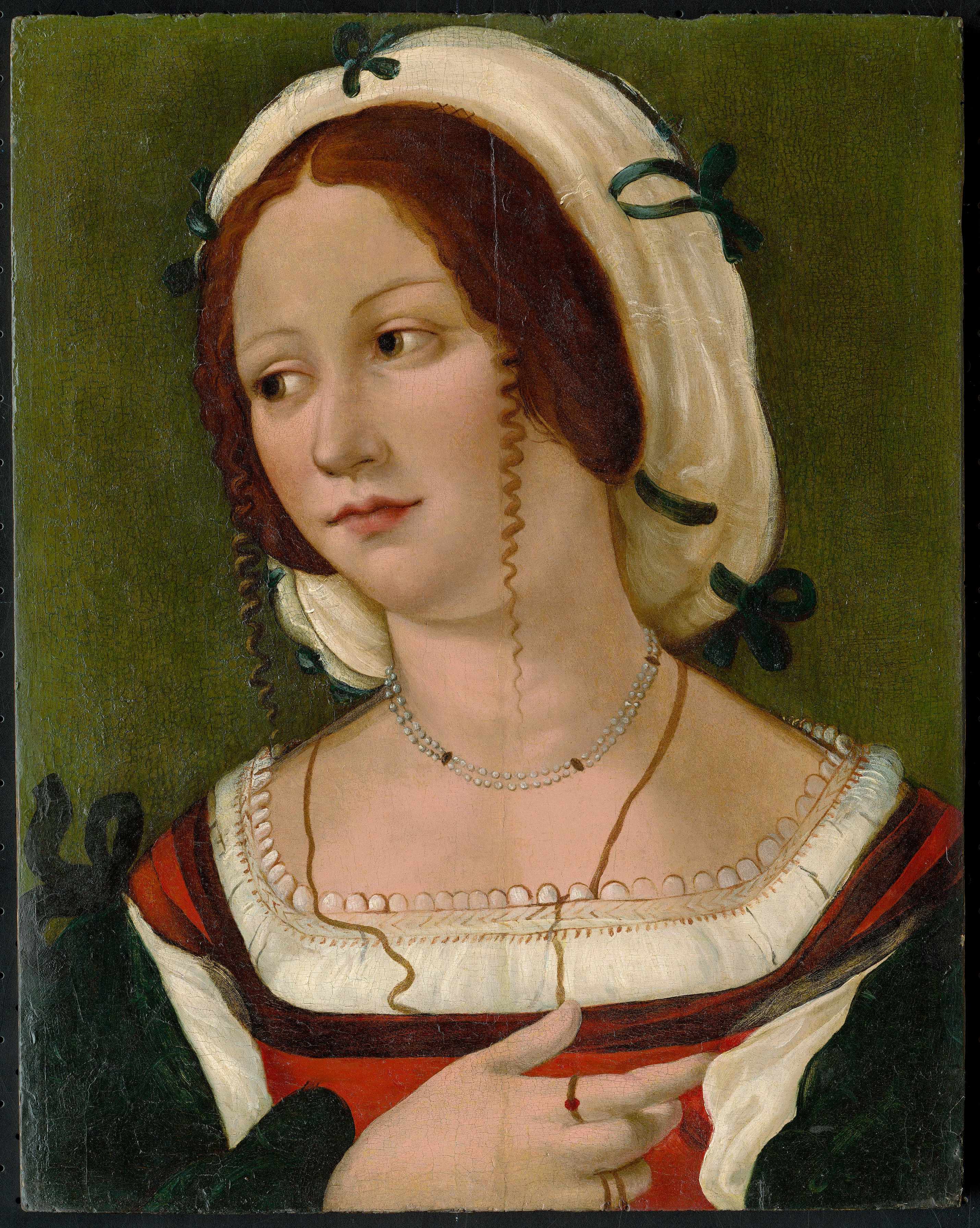
Probablement Portrait d'Isabella d'Este, attribué à Francesco Francia, 1511

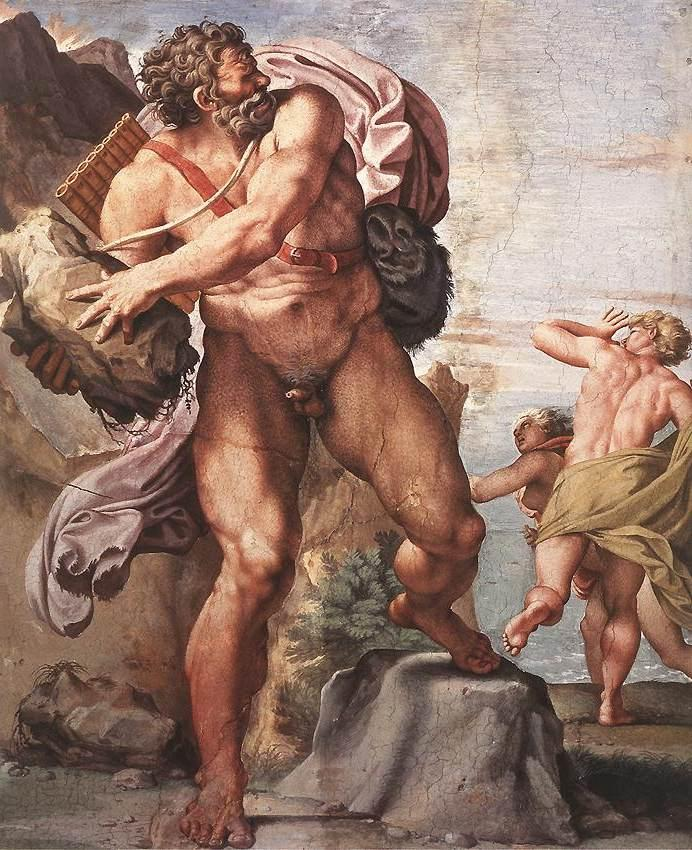
Annibale Carracci, Polyphème.

- Pier Maria Pennacchi (1464 - avant 1515)
- Girolamo da Carpi (1501 - 1556)
- Lorenzo Sabatini da Bologna (1530-1576)
- Denis Calvaert (1540-1619
- Pietro Faccini (1562? - 1602 ou 1614)
- Prospero Fontana (1512-1597)
- Lavinia Fontana (1552-1614)
- Giovanni Francesco Bezzi (dit « Il Nosadella ») (1530-1571)
- Bartolomeo Passarotti (1529-1592)
- Bartolomeo Cesi (1556-1629)
- Annibale Carracci (1560-1609)
- Lodovico Carracci (1555-1619)
- Agostino Carracci (1557-1602)
- Carlo Bononi (1569- c.1632)
- Sisto Badalocchio (1581-c.1647)
- Camillo Procaccini (1551-1629)
- Domenico Carnevale (1524-1579)

### 1601-1650
- Angelo Michele Toni (en) (1640-1708)
- Benedetto Gennari
- Guido Reni (1575-1642)
- Le Dominiquin (1581-1641)
- Francesco Albani (1578-1660)

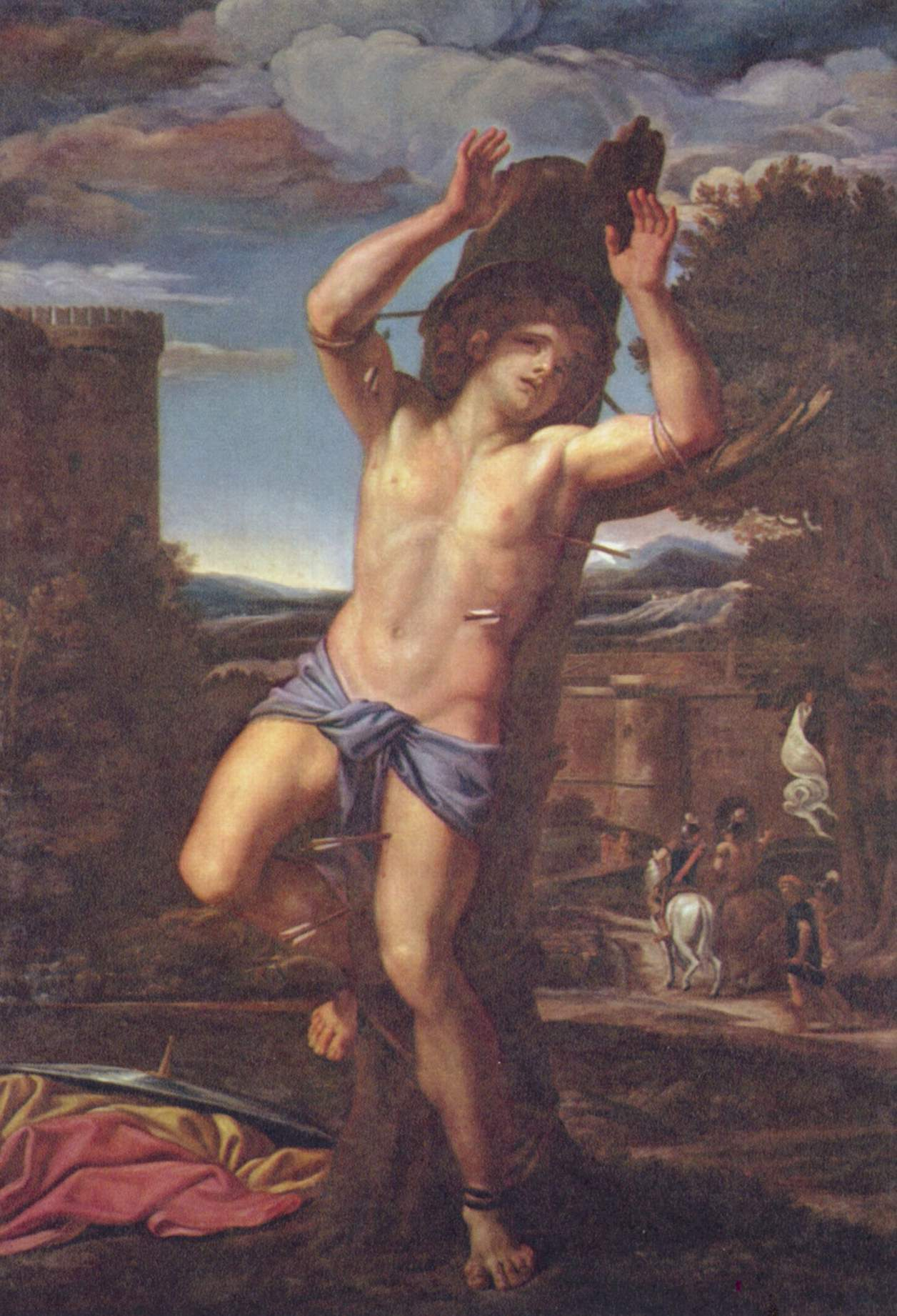
Domenichino, Saint-Sébastien.

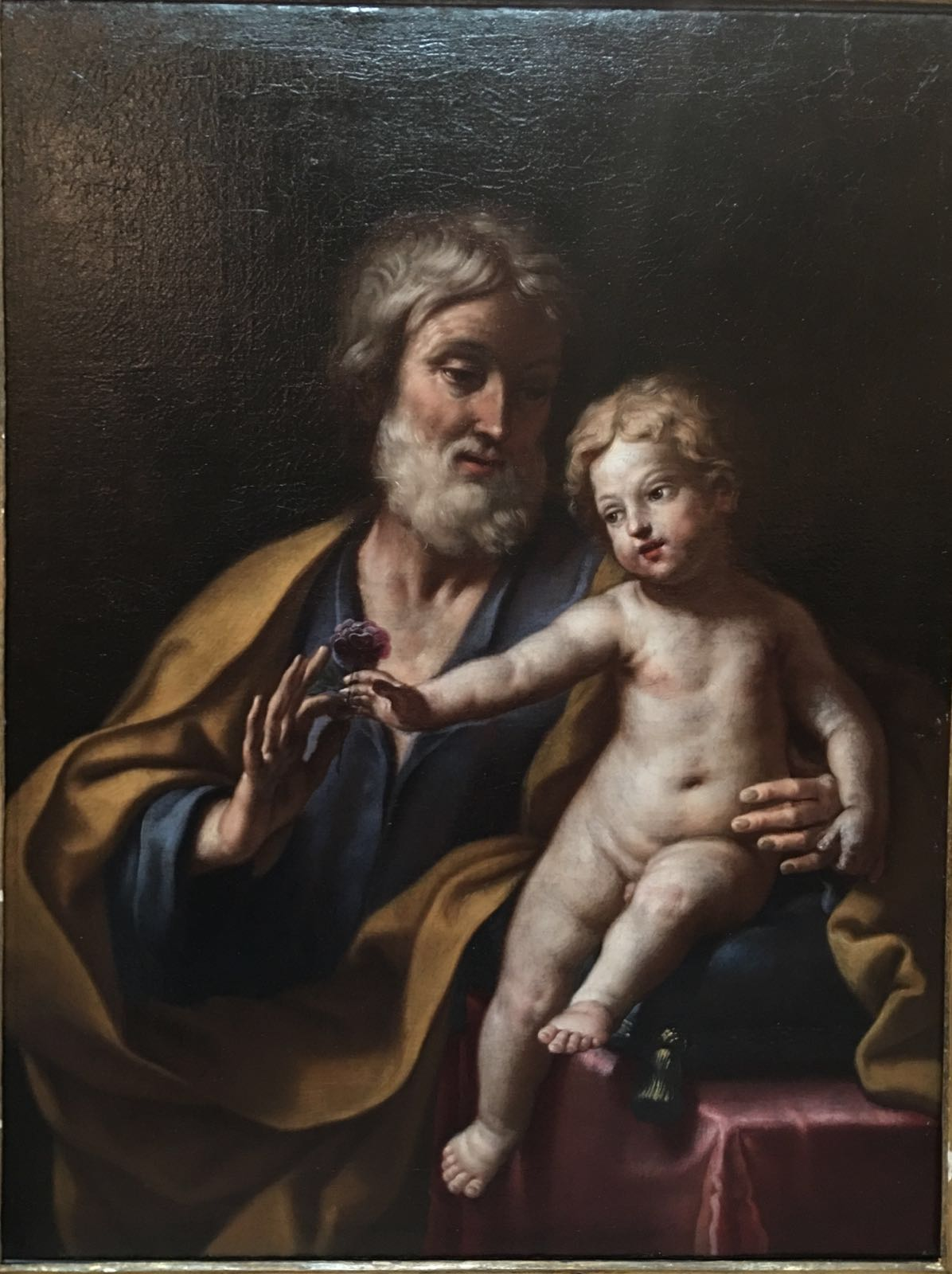
Elisabetta Sirani (Bologne 1638-1665), Saint Joseph et l'Enfant Jésus, vers 1662.

- Giovanni Francesco Barbieri (dit « Il Guercino ») (1591-1666)
- Leonello Spada (1576-1622)
- Lucio Massari
- Francesco Brizio
- Giacomo Cavedone (Sassuolo, 1577 - 1660)
- Bartolomeo Schedoni
- Francesco Gessi (1558-1649)
- Simone Cantarini (dit « Il Pesarese ») (1612-1648)
- Carlo Cignani (1628-1719)
- Giovanni Antonio Burrini
- Giovanni Gioseffo dal Sole
- Lorenzo Pasinelli (1629-1700)
- Cesare Gennari (1637-1688)
- Elisabetta Sirani (1638-1665)
- Marcantonio Franceschini
- Guido Cagnacci (1601-1663)
- Giuseppe Maria Mazza (sculpteur, 1653-1741)
- Lorenzo Garbieri (it) (1580-1654)
- Domenico Maria Canuti (1620-1660)
- Angelo Michele Colonna (1604-1687)
- Agostino Mitelli (1609-1660).
- Enrico Haffner (1640-1702)
- Giovanni Maria Galli da Bibbiena
- Giovanni Giacomo Monti
- Giovanni Battista Viola
- Alessandro Tiarini
- Giovanni Andrea Donducci (dit « Il Mastelletta »)

### 1650-1750
- Giuseppe Maria Crespi (1665-1747)
- Arcangelo Resani (it) (1670-1742) Inspiré par Crespi lors de son passage à Bologne[3].

### Passage du baroque tardif au néo-classicisme et au pré-romantisme italien
- Gaetano Gandolfi (1734 - 1802)
- Ubaldo Gandolfi (1728 - 1781)
- Mauro Gandolfi (1764 - 1834)
- Giovanni Battista Gandolfi
- Ubaldo Lorenzo Gandolfi
- Clementina Gandolfi (1795 - 1848)
- Democrito Gandolfi (1796 - ?), sculpteur auteur des portraits de Gaetano et Mauro à la Chartreuse de Bologne

### 1850-1960 (environ) Les Paysagistes

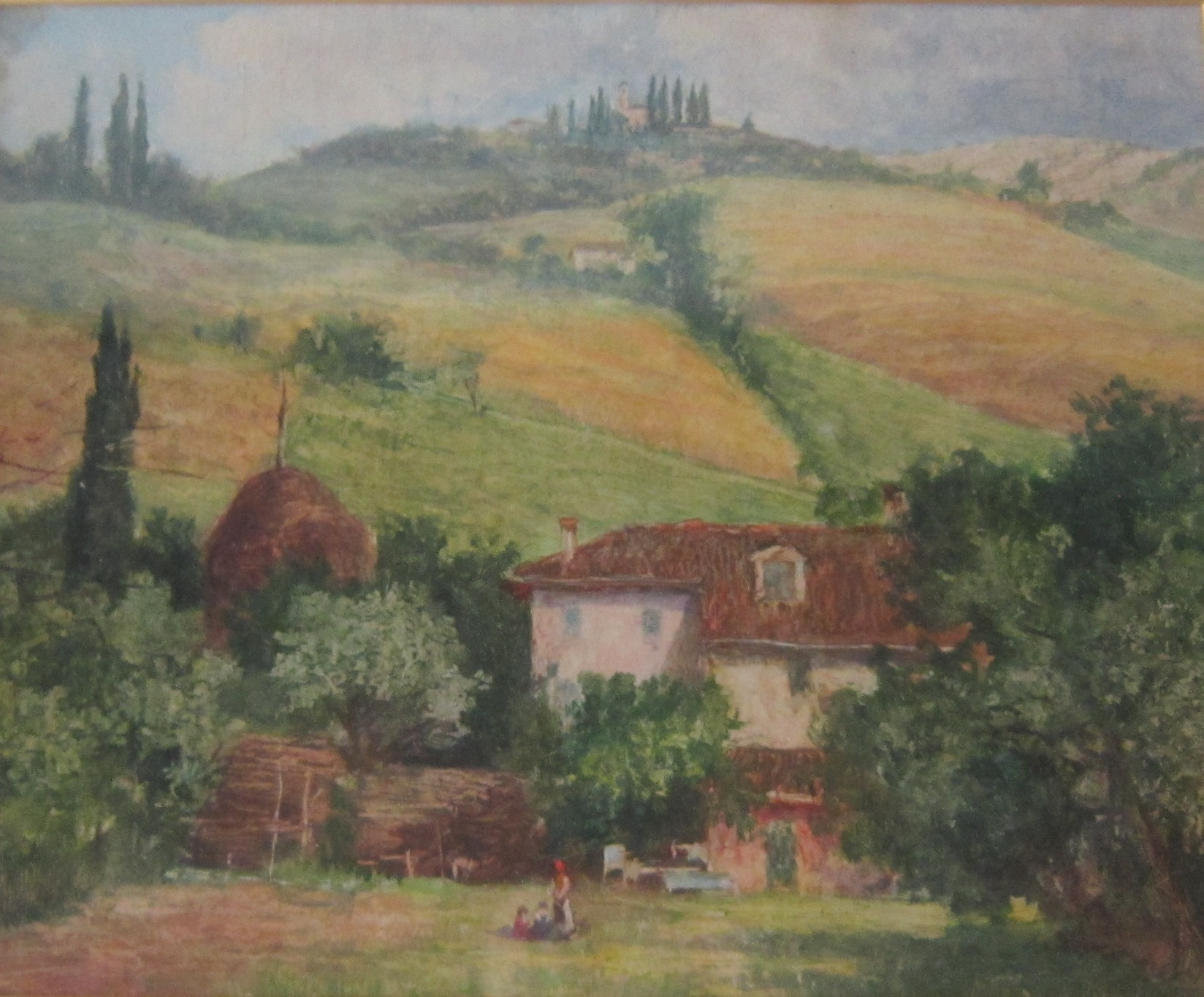
Giovanni Secchi (1876-1950), Collines bolognaises, 1929, huile sur panneau.

### 1850-1960 (environ) Les Paysagistes[4]
- Luigi Bertelli (1833-1916)
- Alessandro Scorzoni (1858-1933)
- Flavio Bertelli (1865-1941)
- Giovanni Secchi (1876-1950)
- Guglielmo Pizzirani (1886-1971)
- Garzia Fioresi (1888-1968)
- Antonino Sartini (1889-1954)
- Gino Marzocchi (1895-1981)

## Expositions
Une série d'expositions organisées entre 1954 et 1970, à l'occasion des éditions de la Biennale d'art ancien, promues par la Soprintendenze afin de découvrir et de réévaluer le rôle de l'art bolognais, furent Importantes pour la redécouverte de la peinture bolognaise.
La première exposition de la série fut celle de 1954 sur Guido Reni, conçue et organisée par Cesare Gnudi et mise en place par l'architecte Leone Pancaldi au palais de l'Archiginnasio. Suivent celle sur les Carracci en 1956, celle sur les Maîtres de la peinture au XVIIe siècle émilien en 1959 et celle sur Le Guerchin en 1968.
L'exposition De Cimabue à Morandi, organisée en 2015 au Palazzo Fava de Bologne par Vittorio Sgarbi est particulièrement importante pour son caractère récapitulatif.

## Source
- (it)/(en) Cet article est partiellement ou en totalité issu des articles intitulés en italien « Scuola bolognese di pittura » (voir la liste des auteurs) et en anglais « Bolognese School » (voir la liste des auteurs).